# آدام سجویک
آدام سجویک (به انگلیسی: Adam Sedgwick)، (زاده ۲۲ مارس ۱۷۸۵ – درگذشته ۲۷ ژانویه ۱۸۷۳) زمین‌شناس و کشیش بریتانیایی، یکی از بنیانگذاران زمین‌شناسی مدرن بود. او کامبرین و
دوونین از دوره‌های زمین‌شناسی را داد. براساس کارهایی که در زمینهٔ چینههای ولزی انجام داد، دوره کامبرین را در سال ۱۸۳۵ پیشنهاد کرد، وی همچنین در کار مشترکی با رودریک مورچیسون دوره سیلورین را پیشنهاد کرد. بعدها در سال ۱۸۴۰ برای پایان آنچه که بعدها به عنوان منازعه بزرگ دونین شناخته شد و در مورد سنگ‌های نزدیکی مرز بین دوره‌های سیلورین و کربنیفر بود، او و مورچیسون دوره دوونین را پیشنهاد دادند.
اگرچه او چارلز داروین جوان را در مطالعات اولیه زمین‌شناسی راهنمایی کرده بود و همچنان روابط دوستانه‌ای با او داشت، ولی مخالف تئوری فرگشت داروین با انتخاب طبیعی بود.